# IFA F9
IFA F9 byl osobní automobil vyráběný mezi lety 1949 až 1956 východoněmeckou automobilkou IFA. V letech 1949 až 1953 probíhala jeho produkce ve Cvikově v bývalé továrně koncernu Auto Union, poté až do ukončení výroby v Eisenachu, kde ve výrobním programu nahradil vozy EMW. Vůz, navazující na dědictví automobilky DKW, nahradil model IFA F8 předválečné konstrukce. Nástupcem automobilu IFA F9 se stal Wartburg 311.

## Historie

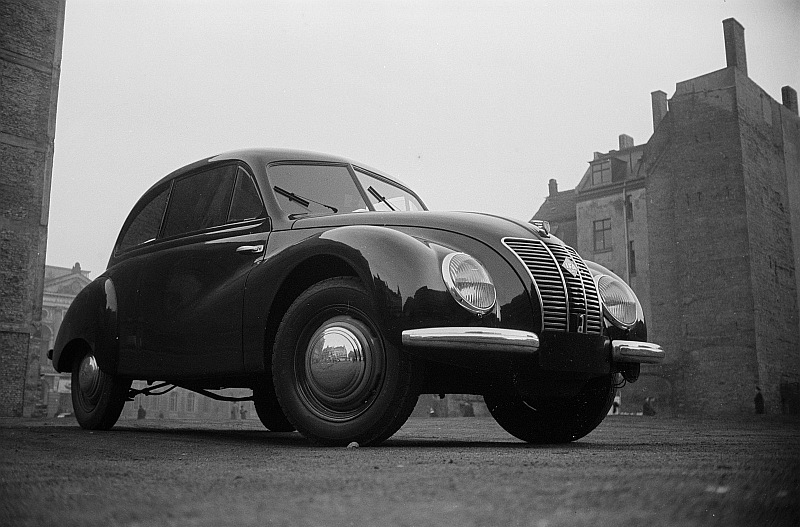
Dobová fotografie IFA F9

Po skončení druhé světové války a rozdělení Německa do okupačních zón připadla továrna koncernu Auto Union v saském Cvikov (Zwickau), kde se vyráběly automobily značek DKW a Audi, do sovětské okupační zóny. Přestože byla továrna válkou značně poškozena, byla produkce automobilů v roce 1948 obnovena vozem IFA F8, který plně vycházel z předválečného DKW Meisterklasse. Produkce modelu F8 probíhala od roku 1949 souběžně s novým F9, a to až do roku 1955, kdy byla ukončena.
IFA F9 vycházela z návrhů a prototypů automobilky DKW z konce 30. let, která plánovala zahájit výrobu nástupce modelu Meisterklasse v roce 1940. Válka však výrobu znemožnila. Až v roce 1948 byl typ F9 prezentován na autosalonu v Lipsku a výroba se rozběhla o rok později, naplno od roku 1950. Od počátku se vůz dodával s moderním tříválcovým dvoudobým motorem, který mohl být díky nákresům a prototypům, jež byly „východním“ Němcům k dispozici po zabrání továrny v roce 1945, nasazen pod kapotu nového vozu o celé tři roky dříve než v jeho obdobě na západě. V západním Německu se vůz shodný s modelem IFA F9 prodával pod původním názvem DKW jako typ DKW F89. Vzhledem se oba vozy lišily pouze v masce chladiče a dalších stylistických drobnostech. Pod kapotou modelu F89, který vycházel ze stejného prototypu z konce 30. let jako východoněmecká IFA, se ovšem nacházel starší dvouválcový dvoutaktový motor o objemu 0,7 litru. Moderní tříválec byl nasazen se zpožděním až v roce 1953, kdy došlo také k mírné modernizaci celého vozu, který se od té doby až do roku 1959, kdy byla jeho výroba ukončena, nazýval DKW 3=6 nebo také DKW F91.
Montáž vozu IFA F9 probíhala v Cvikově v továrně VEB Automobilwerke Zwickau (AWZ) pouze mezi lety 1949 až 1953. Za tuto dobu sjelo z výrobní linky pouze zhruba 1 900 exemplářů. V roce 1953 se přikročilo k přesunutí výroby do města Eisenach. Ve městě s dlouhou automobilovou historií se před válkou vyráběly BMW, jejichž produkce se po válce opět rozběhla. Kvůli právním sporům o název automobilů vyjíždějících nově ze znárodněné továrny v NDR byly vozy od roku 1952 nazývány EMW (Eisenach Motorenwerk). Výroba velkých šestiválcových vozů vycházejících z předválečných BMW byla ukončena a byla nahrazena lidovějším modelem F9 (zde s interním označením 309). Toho se zde do roku 1956 vyrobilo 38 783 exemplářů. Celkově se za sedm let výroby modelu IFA F9 vzniklo 40 663 kusů. Do socialistického Československa se F9 dovážel v letech 1954 a 1955, celkově se zde prodalo na 2 tisíce vozů.

## Technika

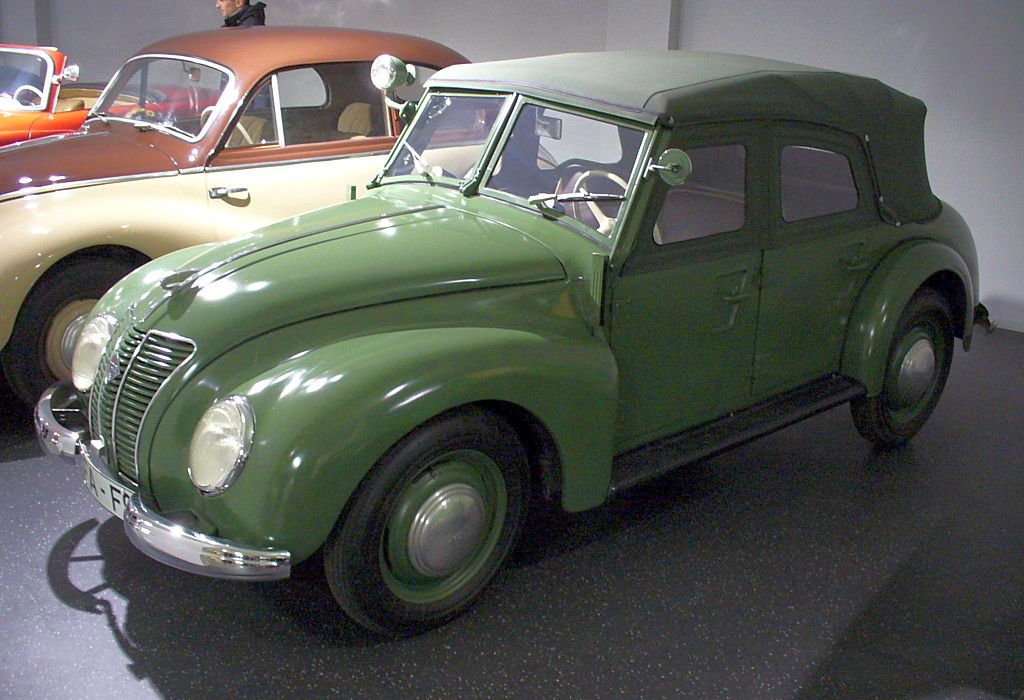
Málo časté provedení kabriolet

IFA F9 s moderní aerodynamickou karoserií a náhonem na přední kola se prodávala jako dvoudveřový sedan, třídveřové kombi nebo čtyřmístný kabriolet. Kombi, z něho odvozené užitkové verze a sedany se vyráběly ve Cvikově a později v Eisenachu, kabriolety měla na starosti karosárna KWD sídlící v Drážďanech.
Pohon vozu obstarával tříválcový dvoudobý motor o objemu 900 cm3 uložený podélně před přední hnanou nápravou. Byl chlazen kapalinou a poskytoval výkon 21 kW (28 koní). Díky tomu vůz dosahoval maximální rychlosti až 110 km/h. K přenosu síly sloužila čtyřstupňová manuální převodovka. Model F9 s celokovovou karoserii měl moderní nezávisle zavěšenou přední nápravu na příčných trojúhelníkových ramenech, vzadu zůstávala tuhá náprava s horními příčnými listovými pery. Celková hmotnost vozu se pohybovala podle provedení mezi 900 kg (sedan) a 960 kg (kombi). Brzdy byly na předních i zadních kolech hydraulické a bubnové. Interiér plně odpovídal dobovým standardům, měl např. dělená přední sedadla, která musela mít schopnost sklopit se, aby mohla vytvořit dostatečný prostor pro nastoupení pasažérům na zadní sedadla. Přední sklo bylo do roku 1953 (ve výrobě od 1954) dělené, od tohoto data panoramatické. V roce 1954 došlo k drobné modernizaci, z níž nejdůležitější změnou bylo zvýšení výkonu tříválcového motoru na 22 kW (30 koní), změně převodových poměrů převodovky a zvýšení objemu palivové nádrže z 30 na 40 litrů.